# 顔射

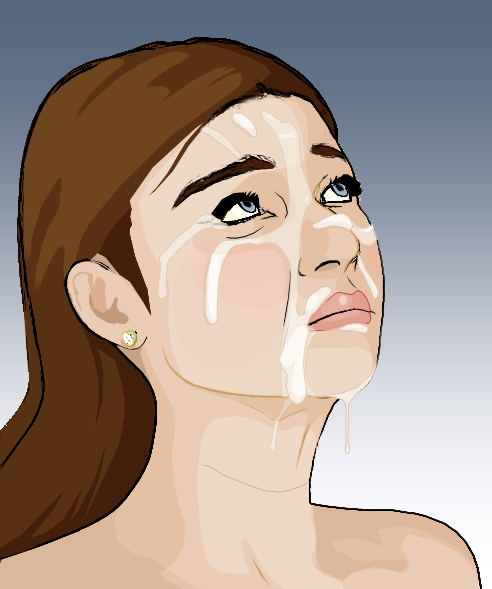
顔射をされた女性

顔射（がんしゃ）とは、膣外射精の一種で、顔に射精をすることである。「顔面発射」の略語で、アダルトビデオ用語ではあるが、顔射という行為はアダルトビデオにおけるパフォーマンスともいわれる。顔射には、結膜炎や角膜炎にかかるリスクだけでなく失明の危険もある。性風俗においてサービスを受ける場合、顔射はオプションとなる場合がある。
顔射は、相手の顔に精液を浴びせることによって性的欲求を満たす行為である。複数の男性によって同時に顔射が行われ、特にその精液が口内に含まれない場合は「ぶっかけ」とも呼ばれる（COHF、Cum on her/his faceなど、このぶっかけに特化したポルノ作品シリーズもある）。

## リスクとマナー
アメリカのセックスセラピスト、ルース・ウエストハイマーは、顔射は女性にとって屈辱的な行為でありそこに官能的なものはなく、性行為における義務とは考えるべきでないと呼びかけている。
日本において性風俗を利用する場合、顔射にはオプション代として別途料金が発生することがある。オプションを申し込んだ（あるいはオプションではないが相手から同意を得た）場合でも、目元を避けて鼻から下に射精するのがマナーとなっている。事前に申告せず突然顔に射精すると女性は避けきれず、目に入って結膜炎など目の炎症、最悪の場合は失明を招く危険性がある。そのため性風俗においてサービス中に無断で顔射をした客は出禁になる可能性がある。
まれに、精液という体液に対するアレルギー反応がでることもある。症状としては、早ければ精液が皮膚にふれてから30分程度で、かゆみ、発赤、腫れ、水ぶくれなどが起こり、まれにじんましんが出たり呼吸困難に陥る場合もある。精液に対するアレルギー対策として、コンドームまたは脱感作による体液暴露の回避が考えられる。他人からの体液を浴びることは 性感染症の伝播のリスクもある。一方で精液それ自体は、皮膚から吸収されても無害である。

## フィクションにおける顔射
顔射は、成人向けの雑誌やアダルトビデオ、ポルノ映画などに登場する行為で、支配欲求を満足させる行為の一つとして認識されている。アダルトゲームや成人向け漫画などにも採用されているが、女性からは嫌悪されている行為であり、事前の同意を得ずに顔射をすると関係の悪化を招くことがある。
顔射は文学作品にも登場する。マルキ・ド・サドによるエロティックな対話篇『閨房哲学』（おそらく1782年から1789年の間）がその例である。この作品では、15歳の少女ウージェニーと、姉弟で交合するサン・タンジュ夫人、放蕩生活者のドルマンセとの情欲を賛美する対話を軸に展開され、無神論、不倫、近親相姦の肯定などが書かれている。 
欧米のポルノ・ビデオ業界では1980年代から"Cumshot"として作品の中に顔面射精を取り入れていた。日本の映像作品で始めて顔射を扱ったのは裏ビデオの『洗濯屋ケンちゃん』であるとされる。

## ぶっかけ

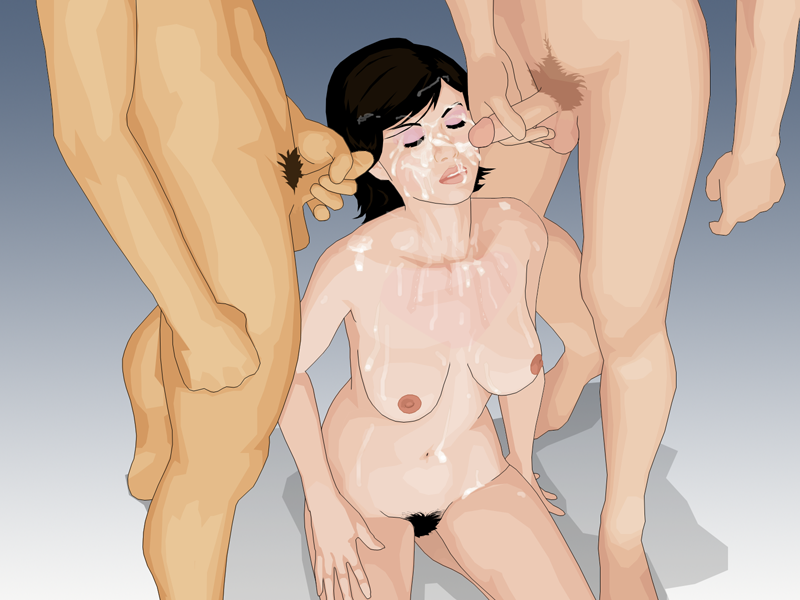
複数人からぶっかけられる女性

ぶっかけもアダルトビデオ用語の一つで、特に複数の男性が、顔面だけでなく身体の一部や衣類、その他の性的対象物に射精して精液をかけることである。アメリカ合衆国のアダルトビデオ業界で起こったジャポルノブームにより、日本が生み出したジャンル、「Bukkake」（英語発音: [ˌbuːˈkækɪ] ブーキャキ）として世界に知られることになったが、ヨーロッパ各国では顔射を取り入れた、またそれを主体としたハード・ポルノメーカーがそれ以前にも多く存在している。
1980年代までは、いわゆる顔面に射精する行為を「ぶっかける」ということはあったが、当時「ぶっかける」はまだ一般的な用法であった。1990年代中盤に、シャトルワン（のちのシャトルジャパン）より、「スペルマぶっかけ○シャワーズ」が発売され、シリーズものとして内容がエスカレートするなかで、多人数の射精専門のAV男優（汁男優）が1人のAV女優の顔に立て続けに射精するスタイル、それを称して「ぶっかけ」物がジャンルとして確立した。
1985年に出版された森山塔著『よいこの性教育』では、すでに多人数による射精行為が描かれている。1990年代初頭には、成人向けの漫画作品や同人誌において、顔射はポピュラーな表現となっていた。
ゲイビデオの中にも、一人の男性に対して立て続けに射精する作品があり、男女物のアダルトビデオと同様に「ぶっかけ」という表現を用いている。
ぶっかけの起源としては外国のポルノビデオでのプレイであるギャングバング（輪姦、多数の男性が一人の女性に対して性行為する事）があげられることもあるが、1980年代末の日本ではこれに類する行為がすでにみられた。
欧米のポルノ雑誌では、"Private"や"Colorclimax"などのポルノマガジンですでに1970年代から、それに類する内容の写真が掲載されている。
ビニ本や裏本などを除く書店売りの出版物では、大洋図書の『マスカットノート』（絶版）1986年12月号において、ヌードモデルの松岡愛子が顔面に射精され口から精液を流しているカットが登場したのが最初の顔射と見られる。その後も引き続き『ミルキー通信』（絶版）、『GAL'Sシャワー』（絶版）などで高い人気を得た。当時のカメラマンは、単に女性の顔に付着した精液を撮影するだけでなく、ハイスピード連写機能を使った高度な撮影技術を駆使し、亀頭から糸を引くように射出された精液を描写したり、精液が女性モデルの顔に当たり跳ね返る様子を捉えるなど、躍動的な射精を写真に収めるための工夫をいろいろと凝らしていた。
ぶっかけ関連の女優としては倉沢七海、霧島アキが、関連する集団にはSPCが、監督にはラッシャーみよしがいる。ぶっかけ専門の風俗店も2007年頃から現れている。
丸亀製麺では、英語圏ではぶっかけうどんを「B.K.」と表記している。これは、「Bukkake」が「顔射」を意味するアダルト用語として認知されていることから、表記を変更したものである。

## 顔射をメインにした作品

### AVのシリーズ
- ドリームシャワー ワープエンタテインメント
- ドリームウーマン MOODYZ
- ドリームアイドル MOODYZ
- ジーザス栗と栗鼠スーパースター V&Rプランニング、V&Rプロダクツ
- アイドルシャワー
- ミス・フェラチーノ リア王
- scooop!!! コートコーポレーション（ゲイビデオ）
- こんでんすみるきぃ みるきぃぷりん
- 顔射の美学 プレステージ
- ザーメン・グリッター プレミアム
- THE ピストル顔射撃 プレミアム
- 顔射バズーカ 美
- 初ぶっかけ MOODYZ
- Spermania アイデアポケット
- メガザーメン一発大量顔射！ レアル・ワークス
- 女子アナに顔射！ ROCKET
- 24時間 いつでもどこでも ぶっかけザーメン SODクリエイト
- LOVE◆ドッピュン！！ メガ顔射スペシャル！ kawaii*
- 愛しのザーメン MOODYZ
- 艶汁娘 エムズビデオグループ
- 激射 アウダース・ジャパン
- M・ザーメン・トランス ワープエンタテインメント
- 僕たち私たちザーメン共和国！ 顏射！顏射！顏射！2

1980年代末の先駆的メーカーではシャトルジャパンやハウスギルドが挙げられる。

### 写真集
さーくる社から顔射をメインが出版されていた。モデルのヌード露出は少なく消しも強めであるが、精液と戯れる魅力的な女性が生き生きと描写されている。
- スペルマの妖精 - 霧島アキ 写真集
- スペルマの妖精2 - 倉沢七海 写真集
- スペルマの妖精3 - 志村研 写真集
- スペルマの妖精4 - 羽鳥さやか 引退記念写真集
- スペルマの妖精5 - 須磨えりか 写真集

### 雑誌
- 『マスカットノート』（大洋書房）絶版
- 『ミルキー通信』（大洋書房）絶版
- 『GAL'Sシャワー』（大洋書房）絶版

### 文学作品
丸谷才一の短編小説「鈍感な青年」では、恋人同士の初めての性行為で男性が早漏してしまい、思いがけず女性に顔射してしまうシーンが有り、芸術性高い顔射描写を読む事が出来る。